# Ronde van Spanje 2010/Zestiende etappe
De zestiende etappe van de Ronde van Spanje 2010 werd verreden op 13 september 2010. Het was een bergrit over 179,3 km van Gijón naar Alto de Cotobello.

## Verslag
In de koninginnenrit van deze Vuelta reed er zoals gewoonlijk weer een groepje renners voorop. Deze keer waren er weer twee Belgen bij: Kevin De Weert en Frederik Willems. Naast hen ook drie Basken van Euskaltel-Euskadi: Mikel Nieve, Amets Txurruka en Juan José Oroz, en nog een Spanjaard Luis León Sánchez. Op de slotklim naar Alto de Cotobello was het koersen geblazen, zowel in de kopgroep als bij de favorieten. In de kopgroep ging Nieve ervandoor. De Weert en Sánchez probeerden te volgen, maar moesten duidelijk hun meerdere erkennen in de Bask. Bij de favorieten was het Fränk Schleck die het beste voor de dag kwam. Hij reed nog voorbij De Weert, en werd tweede. Joaquím Rodríguez, tweede in het algemeen klassement op slechts vier seconden van leider Vincenzo Nibali, reed ook nog weg, net zoals Nicolas Roche. Nibali had een dipje in de laatste kilometers, en verloor meer dan een halve minuut op Rodríguez, waardoor hij zijn rode leiderstrui na twee dagen al terug mocht afgeven. De andere klassementen bleven zo goed als ongewijzigd.
Tijdens deze etappe kwam Laurens ten Dam, de best geklasseerde Nederlander, ten val en brak zijn pols. Daardoor werd hij tot opgave gedwongen.

## Uitslagen
| Plaats  | Naam                | Ploeg             | Tijd     |
| ------- | ------------------- | ----------------- | -------- |
| Winnaar | Mikel Nieve         | Euskaltel-Euskadi | 4u51'59" |
| 2       | Fränk Schleck       | Team Saxo Bank    | + 1'06"  |
| 3       | Kevin De Weert      | Quick·Step        | + 1'08"  |
| 4       | Joaquím Rodríguez   | Katjoesja         | + 1'22"  |
| 5       | Luis León Sánchez   | Caisse d'Epargne  | + 1'32"  |
| 6       | Ezequiel Mosquera   | Xacobeo-Galicia   | + 1'40"  |
| 7       | David García        | Xacobeo-Galicia   | + 1'42"  |
| 8       | Nicolas Roche       | AG2R              | + 1'44"  |
| 9       | Carlos Sastre       | Cervélo           | + 1'50"  |
| 10      | Vincenzo Nibali     | Liquigas          | + 1'59"  |
|         |                     |                   |          |
| 43      | Sebastian Langeveld | Rabobank          | + 14'14" |

| Plaats    | Naam              | Ploeg                   | Tijd       |
| --------- | ----------------- | ----------------------- | ---------- |
| Rode trui | Joaquím Rodríguez | Katjoesja               | 70u24'39"  |
| 2         | Vincenzo Nibali   | Liquigas                | + 0'33"    |
| 3         | Ezequiel Mosquera | Xacobeo-Galicia         | + 0'53"    |
| 4         | Fränk Schleck     | Team Saxo Bank          | + 2'16"    |
| 5         | Nicolas Roche     | AG2R                    | + 3'01"    |
| 6         | Peter Velits      | Team HTC-Columbia       | + 4'27"    |
| 7         | Tom Danielson     | Team Garmin-Transitions | + 4'29"    |
| 8         | Xavier Tondó      | Cervélo                 | + 4'43"    |
| 9         | Carlos Sastre     | Cervélo                 | + 4'53"    |
| 10        | David García      | Xacobeo-Galicia         | + 6'23"    |
|           |                   |                         |            |
| 20        | Jan Bakelants     | Omega Pharma-Lotto      | + 17'57"   |
| 94        | Niki Terpstra     | Team Milram             | + 2u09'39" |

## Nevenklassementen
| Plaats      | Naam              | Ploeg                   | Punten |
| ----------- | ----------------- | ----------------------- | ------ |
| Groene trui | Mark Cavendish    | Team HTC-Columbia       | 111    |
| 2           | Joaquím Rodríguez | Katjoesja               | 93     |
| 3           | Tyler Farrar      | Team Garmin-Transitions | 90     |
|             |                   |                         |        |
| 7           | Philippe Gilbert  | Omega Pharma-Lotto      | 68     |
| 67          | Theo Bos          | Cervélo                 | 9      |

| Plaats                | Naam              | Ploeg            | Punten |
| --------------------- | ----------------- | ---------------- | ------ |
| Bolletjestrui (blauw) | David Moncoutié   | Cofidis          | 48     |
| 2                     | Serafín Martínez  | Xacobeo-Galicia  | 38     |
| 3                     | Luis León Sánchez | Caisse d'Epargne | 25     |
|                       |                   |                  |        |
| 9                     | Niki Terpstra     | Team Milram      | 14     |
| 16                    | Kevin De Weert    | Quick·Step       | 10     |

| Plaats     | Naam              | Ploeg              | Punten |
| ---------- | ----------------- | ------------------ | ------ |
| Witte trui | Joaquím Rodríguez | Katjoesja          | 9      |
| 2          | Ezequiel Mosquera | Xacobeo-Galicia    | 16     |
| 3          | Vincenzo Nibali   | Liquigas           | 17     |
|            |                   |                    |        |
| 14         | Philippe Gilbert  | Omega Pharma-Lotto | 84     |
| 37         | Niki Terpstra     | Team Milram        | 178    |

| Plaats | Ploeg            | Tijd       |
| ------ | ---------------- | ---------- |
|        | Katjoesja        | 210u59'44" |
| 2      | Caisse d'Epargne | + 1'33"    |
| 3      | Xacobeo-Galicia  | + 11'18"   |

## Opgaves
- Laurens ten Dam (Rabobank)

1e etappe ·
2e etappe ·
3e etappe ·
4e etappe ·
5e etappe ·
6e etappe ·
7e etappe ·
8e etappe ·
9e etappe ·
10e etappe ·
11e etappe ·
12e etappe ·
13e etappe ·
14e etappe ·
15e etappe ·
16e etappe ·
17e etappe ·
18e etappe ·
19e etappe ·
20e etappe ·
21e etappe
Startlijst · Eindstanden · Afbeeldingen